# (170162) Nicolashayek
(170162) Nicolashayek est un astéroïde de la ceinture principale.

## Description
(170162) Nicolashayek est un astéroïde de la ceinture principale. Il fut découvert le 23 mars 2003 à Vicques par Michel Ory. Il présente une orbite caractérisée par un demi-grand axe de 3,12 UA, une excentricité de 0,10 et une inclinaison de 1,7° par rapport à l'écliptique.

## Compléments